# Gion Deplazes
Gion Deplazes (* 22. März 1918 in Surrein bei Sumvitg; † 8. Oktober 2015 in Chur) war ein Schweizer Schriftsteller, der seine Werke in rätoromanischer Sprache verfasste.

## Biographie
Gion Deplazes wurde als erster Sohn von Giachen Mudest Deplazes und Christina geb. Solèr geboren. Als er neun war, starb seine Mutter nach langer Krankheit.
Von 1933 bis 1939 besuchte er die Klosterschule in Disentis; danach das Seminar in Chur. An den Universitäten von Freiburg im Üechtland und Zürich studierte er Geschichte, deutsche Literatur und Pädagogik.
1949 beendete er seine Dissertation zum Thema «Geschichte der sprachlichen Lehrmittel im romanischen Rheingebiet» und begann am Gymnasium in Chur Geschichte und Deutsch zu unterrichten. Später wurde er Konrektor des Gymnasiums. Nach seiner Pensionierung unterrichtete er sieben Jahre lang Rätoromanisch an der Churer Frauenschule.
1953–1963 war Deplazes Redaktor und Herausgeber der literarischen Reihe «Nies Tschespet», 1963–1988 Präsident der Societad Retorumantscha und 1984–1990 Mitglied im Vorstand der Schweizerischen Akademie der Geistes- und Sozialwissenschaften (SAGW). Bisweilen war er auch Lektor für Rätoromanisch an der Universität Zürich und der Hochschule St. Gallen.
Gion Deplazes war seit 1950 verheiratet mit Carmelia Freiman; das Paar hatte drei Kinder. Er starb 2015 im Alter von 97 Jahren.

## Werk
1942 trat Deplazes zum ersten Mal publizistisch hervor. Zum Werk von Deplazes zählen sowohl Prosa als auch Lyrik und dramatische Werke. Seine gesammelten Werke in zwölf Bänden sind seit 2003 greifbar. Einige seiner Werke wurden ins Deutsche, Französische, Schwedische, Rumänische und Englische übersetzt. Seit 1994 kümmert sich das Schweizerische Literaturarchiv um sein Archiv.

## Werke

### Romane

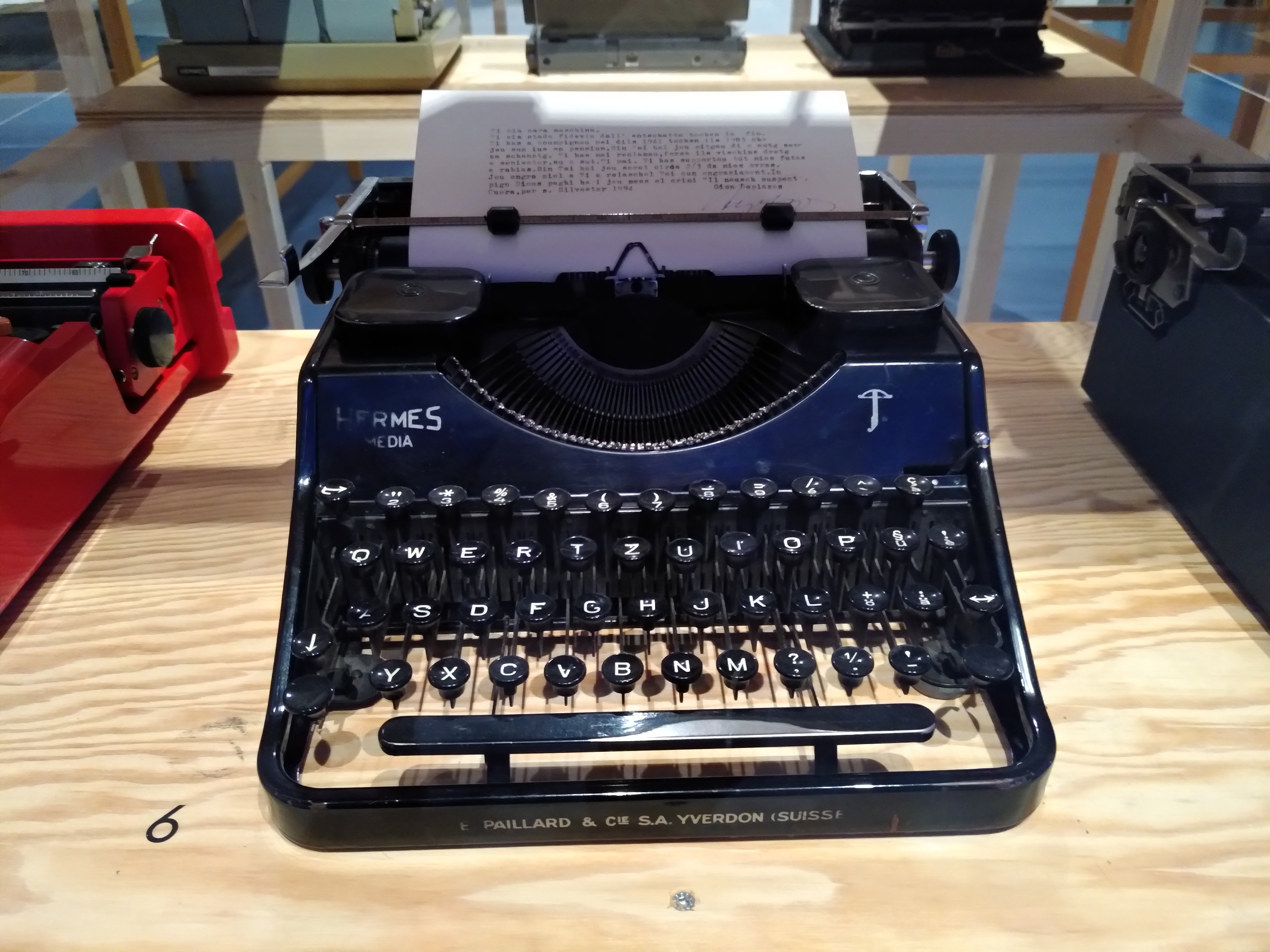
Schreibmaschine von Gion Deplazes

- Marietta (1951)
- La davosa untgida (1958)
- Paun casa (1960)
- Passiun (1963)
- La Bargia dil tschéss (1964)
- La Scappada (1972)
- Marlengia (1980)
- Martin e Martin Antoni (1993/94)
- Sco igl effet va ell’onza

### Lyrik
- Rugada (1957)
- Schibettas (1965)
- Purgina (1976)
- Cambrida; Scalgias; Sgarfladas; Cun fluras tras las uras; Ils Dieus grecs; Passiun e levada (1994)

### Sachliteratur
- Spigias da nies èr (1959)
- Curtin d’honur (1984)
- Prominenzas en l’anecdota (1987)
- Funtaunas (1988–1993)
- Die Rätoromanen (1991)
- Einführung in die rätoroman. Literatur (1993)
- Passiuns romontschas (1994)
- La spina ella spatla (2001)
- P. Maurus Carnot e ses giuvnals romontschs (2004)